# I, Me, Mine
I, Me, Mine, nota anche come I Me Mine, è l'autobiografia di George Harrison, ex-chitarrista dei Beatles, scritta con l'aiuto di Derek Taylor, portavoce dei Fab Four, pubblicata per la prima volta il 4 novembre 1980.
L'autobiografia, caratterizzata dai ricordi del chitarrista sulle sue canzoni oltre che sulla sua vita, presenta, nella ristampa dell'8 marzo 2007, curata dalla moglie Olivia Arias, che George aveva sposato due anni prima della prima edizione originale, e dalla quale aveva appena avuto il figlio Dhani, anche le liriche di 80 suoi brani e 50 pagine di fotografie. Infatti, a seconda delle edizioni, si passa da 398 pagine a 456.
John Lennon espresse pubblicamente il suo dolore per essere citato molto raramente, fato condiviso con l'ex-partner musicale Paul McCartney; i due avevano avuto, negli anni passati, un comportamento che aveva ferito Harrison, dedicando poco tempo alle sue canzoni, e frequentemente rifiutandole anche. Lennon venne assassinato l'8 dicembre 1980 da Mark David Chapman, lasciando George molto rammaricato per non essersi spiegato prima con l'amico circa la sua autobiografia; Harrison gli dedicò il successo All Those Years Ago, contenuto nell'album Somewhere in England  del 1981.
Il libro prende il nome dalla canzone I Me Mine, pubblicata sull'album Let It Be (1970) dei Beatles.